# Scrittori scozzesi
Questa lista è suscettibile di variazioni e potrebbe essere incompleta o non aggiornata.

Scrittori scozzesi è un elenco alfabetico incompleto di autori scozzesi, nati e/o cresciuti in Scozia. Questa lista include scrittori di tutti i generi letterari, che scrivono in lingua inglese, lingua Scots, lingua gaelica scozzese, latino, o altre lingue.
Abbreviazioni usate: psd. = pseudonimo, n. = nata/o, c. = circa, fl. = floruit, SF = fantascienza, eso. = esordiente.

## A
- Gilbert Adair (1944 - 2011), scrittore, giornalista e critico cinematografico
- Marion Adams-Acton (1846–1928), scrittrice per l'infanzia, drammaturga con lo pseudonimo di  Jeanie Hering
- Thomas Aird (1802–1876), poeta
- Alasdair MacMhaighstir Alasdair (c. 1695 – 1770), poeta
- William Alexander, I conte di Stirling (c. 1570 – 1640), poeta e drammaturgo
- Alan Orr Anderson (1879 – 1958) storico
- James Anderson of Hermiston (1739 – 1808) economista
- Lin Anderson, giallista - parte dei Tartan Noir
- Andrew Wyntoun noto come Andrew of Wyntoun (ca 1350 – ca 1423) presbitero e poeta
- Aneirin, Aneurin o Neirin ap Dwywei (525 circa – 600 circa) poeta di corte o bardo, vissuto in uno dei regni nati dalla disgregazione dell'Y Gogledd Hen (Il Vecchio Nord)
- Marion Angus (1866-1946), poeta
- Margot Asquith (1864 - 1945), scrittrice e umorista[1]
- William Auld (1924 – 2006) poeta, traduttore ed esperantista
- Sir Robert Ayton (1570–1638), poeta
- William Edmonstoune Aytoun (1813–1865), poeta, umorista e scrittore

## B
- Lady Grizel Baillie (1665–1746), cantautrice
- Robert Michael Ballantyne (1825–1894), scrittore per la gioventù, L'Isola di Corallo
- Iain Banks (1954-2013), si firma anche Iain M. Banks
- John Barbour (1316–1395), poeta
- Sir James Matthew Barrie (1860–1937), romanziere e drammaturgo, creatore di Peter Pan (Cfr. più sotto, in altri progetti)
- Margot Bennett (1912 – 1980) scrittrice e sceneggiatrice
- Alan Bissett (n. 1975), romanziere
- William Black (1841–1898), romanziere
- Robert Blair (1699–1746), poeta
- Hector Boece (o Hector Boyce, in italiano Ettore Boezio, citato in latino come Hectore Boethius - 1465 – 1536), storico
- James Boswell (1740–1795), biografo di Samuel Johnson e diarista
- Walter Bower o Bowmaker, (c. 1385 – 1449) storico
- Edward Boyd (1916-1989), sceneggiatore
- Rory Bremner (n. 1961) comico e critico letterario
- Theresa Breslin, scrittrice ed educatrice
- James Bridie (vero nome: Osborne Henry Mavor) (1888-1951), drammaturgo, sceneggiatore e chirurgo
- Christopher Brookmyre (n. 1968), autore di commedie e scrittore su temi politici e sociali - parte dei Tartan Noir
- George Douglas Brown (1869-1902), romanziere
- George Mackay Brown, scrittore e poeta scozzese, dal carattere marcatamente orcadiano
- John Buchan, Primo barone di Tweedsmuir (1875–1940), romanziere (I trentanove scalini)
- George Buchanan (1506 – 1582) umanista, poeta e storico
- Rhoda Bulter (1929-1994), poeta e romanziere
- James Burnett, Lord Monboddo (1714–1799), giudice e accademico linguista, filosofo e deista
- John Burnet (1863 – 1928), filologo e storico
- Robert Burns (1759–1796), poeta e liricista - stimato come il poeta nazionale della Scozia[2]
- John Burnside (n. 1955) poeta e scrittore
- John Byrne (n. 1940), drammaturgo e pittore

## C
- John Cairncross (1913 – 1955), accademico, traduttore e agente segreto britannico al servizio dell'Unione Sovietica
- Thomas Campbell (1777-1844), poeta
- Angus Peter Campbell, romanziere in lingua gaelica scozzese, giornalista e poeta
- Thomas Carlyle (1795–1881), saggista e storico
- Harry Carmichael (pseudonimo di Leopold Horace Ognall) (1908–1979), giallista (n. a Glasgow)
- Catherine Carswell (1879-1946), biografa e critico letterario
- Glenn Chandler (b. 1949) - parte dei Tartan Noir
- William Cleland (1661–1689), poeta e soldato
- Alison Cockburn (1712–1794) poeta e umorista
- Sophie Cooke (n. 1976), romanziera, poetessa e scrittrice di viaggi
- Joe Corrie (1894-1968), poeta, drammaturgo e minatore
- Samuel Rutherford Crockett (1860–1914), romanziere
- Archibald Joseph Cronin (1896-1981), medico e scrittore, (La cittadella)
- Helen Cruickshank (1886-1975), poetessa in scots e inglese
- Andrew Crumey (n. 1961), romanziere

## D
- Thomas Dempster (1579 – 1625) , storico e archeologo, morto a Bologna. Cosimo II di Toscana, gli commissionò un'opera sugli Etruschi, magnum opus di Dempster intitolato De Etruria Regali Libri Septem, "Sette Libri sull'Etruria Reale",[3] in latino, il primo studio dettagliato di ogni aspetto della civiltà etrusca
- Ann Marie Di Mambro (n. 1950), drammaturga e sceneggiatrice di origini italiane[4]
- Lady Florence Dixie (1855 - 1905), femminista, scrittrice di viaggi
- Gavin Douglas (1474 – 1522), bardo, traduttore (in scots) e vescovo
- O. Douglas (1877 – 1948), romanziere
- Sir Arthur Conan Doyle, medico e creatore del famoso Sherlock Holmes[5]
- Andrew Drummond, romanziere
- William Drummond di Hawthornden
- Carol Ann Duffy (n. 1955), poetessa e drammaturga, Poeta Laureato del Regno Unito (2009)
- William Dunbar (c. 1460 – c. 1520), poeta
- William Dunbar (1750 – 1810) naturalista, esploratore e diarista naturalizzato statunitense
- Jane Duncan (psd. di Elizabeth Jane Cameron, 1910 – 1976), romanziera e scrittrice per ragazzi
- Douglas Dunn (n. 1942), poeta
- Dorothy Dunnett (1923–2001), autrice di romanzi storici
- Niall Duthie (n. 1947), romanziere

## F
- Simon Farquhar (vivente), drammaturgo
- Adam Ferguson (1723 – 1816) storico, filosofo, scienziato sociale e moralista
- Craig Ferguson (n. 1962) conduttore televisivo, scrittore, attore e comico
- Robert Fergusson, poeta in lingua scots e inglese
- James Frederick Ferrier (1808 – 1864), filosofo
- Susan Edmonstone Ferrier, scrittrice
- Ian Hamilton Finlay (1925 – 2006) poeta, scrittore, artista e giardiniere
- John Fleming, scrittore zoologo e geologo
- Andrew Fletcher di Saltoun (1653–1716), scrittore politico
- Craig Ferguson, attore e romanziere (scheda su Amazon)
- Neil Forsyth (n. 1978), giornalista e sceneggiatore
- George MacDonald Fraser (1925 – 2008), scrittore noto per i romanzi di Flashman, le novelle di McAuslan e la sceneggiatura del film Octopussy - Operazione piovra
- James George Frazer (1854 – 1941), antropologo e storico delle religioni, rinomato per il suo studio sulla magia e religione, Il ramo d'oro

## G
- Colin Galbraith autore e poeta
- Iain Gale  (n. 1959), romanziere e critico letterario
- Janice Galloway (n. 1956) scrittrice e librettista
- John Galt  (1779 – 1839), autore di pittoreschi romanzi di vita scozzese, incentrati sulla trasformazione della rimpianta società rurale in società industriale: Annali della parrocchia (Annals of the Parish, 1821), Gli ereditieri dell'Ayrshire (The Ayrshire Legatees, 1821), Il lascito (The Entail, 1823)
- Robert Garioch (1909 – 1981), poeta e traduttore (in scots)
- Pat Gerber (1934 - 2006), scrittore
- Lewis Grassic Gibbon  (1901 – 1935), scrittore
- Magi Gibson, (n. 1953) poeta e scrittrice
- William Glen (1789-1826), poeta
- Janey Godley (born 1961), scrittrice comica
- Robert Bontine Cunninghame Graham
- William Sydney Graham, poeta neo-romantico
- Kenneth Grahame (1859–1932)
- Elizabeth Grant (1797-1868), diarista
- Katie M. Grant (n. 1958) scrittrice per ragazzi
- Alasdair Gray (n. 1934), scrittore e artista[6]
- Alex Gray (n. 1950), scrittrice giallista - parte dei Tartan Noir
- Alexander Gray (1882–1968), accademico, propagandista, poeta e traduttore
- Muriel Gray (n. 1959), autrice, giornalista e imprenditrice
- Andrew Greig (n. 1951), romanziere, poeta e scrittore di alpinismo
- Neil M Gunn (1891–1973), saggista e romanziere
- David Greig (n. 1969), drammaturgo
- Allan Guthrie, giallista - parte dei Tartan Noir

## H
- Hamilton Alastair (n. 1958), scrittore, giornalista e fotografo
- William Hamilton, filosofo di logica e metafisica
- Robert Henryson (1425 ca. – 1506 ca.) poeta in lingua scots
- Jeanie Hering (1846–1928), autrice per l'infanzia, drammaturga
- James Hogg (1770-1835), poeta e romanziere (Confessioni di un peccatore impeccabile)
- Stuart Hood (1915-2011), romanziere e traduttore
- Hartley Howard (pseudonimo di Leopold Horace Ognall) (1908–1979), romanziere giallista
- A. J. Hughes (n. 1971), romanziere
- David Hume (1711 – 1776), filosofo e storico e, con Adam Smith e Thomas Reid, una delle figure più importanti dell'illuminismo scozzese

## J,K
- Violet Jacob (1863–1946), poetessa e scrittrice
- Robert Alan Jamieson (n. 1958), poeta e romanziere delle Isole Shetland
- Quintin Jardine (n. 1945), giallista
- Morag Joss (vivente), giallista e romanziera
- Ada F Kay (psd. A.J. Stewart - n. 1929), scrittrice
- Jackie Kay  (n. 1961), poetessa e romanziera
- Robert Keith (1681–1757), vescovo della Chiesa episcopale scozzese e storico
- James Kelman (n. 1946), romanziere, drammaturgo e saggista, autore di A Disaffection scritto in dialetto scozzese
- James Kennaway (1928–1968)
- A. L. Kennedy (n. 1965), scrittrice
- Philip Kerr, autore di thriller d'ambientazione storica, contemporanea e futuristica[7]
- Jessie Kesson (1916–1984), romanziere e drammaturgo
- Alanna Knight, giallista e biografa
- John Knox (1513 – 1572) teologo e riformatore della Chiesa scozzese
- Frank Kuppner (n. 1951), poeta

## L
- Andrew Lang (1844–1912)
- Sir Thomas Dick Lauder (1784–1848)
- David Lindsay (1878–1945)
- Sir David Lindsay (c. 1490 – c. 1555)
- Douglas Lindsay (n. 1964)
- Eric Linklater
- John Gibson Lockhart
- William Laughton Lorimer (1885–1967), traduttore del Nuovo Testamento dal greco allo Scots

## Mac/Mc
- Thomas Babington Macaulay, primo barone Macaulay, (1800-1859), saggista, storico e poeta
- Sharon McPherson (n. 1965), scrittrice ed editrice
- Stuart MacBride, giallista - parte dei Tartan Noir
- Alexander McCall Smith, accademico e romanziere
- Fionn MacColla
- Norman MacCaig, poeta
- J. McCullough, autore e divulgatore del golf
- Val McDermid, (n. 1955), giallista - parte dei Tartan Noir[8]
- Hugh MacDiarmid (1892–1978), poeta
- George MacDonald (1824–1905), poeta e romanziere
- William McGonagall, poeta e romanziere
- Alasdair Alpin MacGregor (1899–1970), scrittore, fotografo e poeta
- Kenneth McGuigan, teorico marxista e storico
- William McIlvanney, giallista - parte dei Tartan Noir
- Helen Clark MacInnes (1907–1985), giallista
- James Mackintosh (1765 – 1832), storico
- Duncan Ban MacIntyre, poeta in lingua gaelica scozzese
- Martainn Mac an t-Saoir, romanziere in lingua gaelica scozzese
- John William Mackail, autore classico e accademico
- Kenneth McKay scrittore di thriller
- Sir Compton Mackenzie, scrittore e sostenitore della lingua scozzese
- Donald Alexander Mackenzie, giornalista, poeta, scrittore, storico, mitografo, folklorista ed etnologo
- Henry Mackenzie (1745 - 1831) , avvocato e romanziere
- Piers Mackesy (n. 1924), storico militare
- Alistair MacLean, romanziere di successo, scrittore di thriller e storie d'avventura (I cannoni di Navarone, Dove osano le aquile, ecc.) - molti dei suoi romanzi sono stati filmati
- Sorley MacLean (1911–1996), poeta in lingua gaelica scozzese
- Ian Maclaren  (psd. di John Watson, 1850–1907), teologo e scrittore
- Ken MacLeod, scrittore di fantascienza hard
- Iain Finlay Macleod, autore in lingua gaelica scozzese
- Robert McLellan (1907–1985), drammaturgo e poeta (in scots)
- Kevin MacNeil, poeta, drammaturgo e sceneggiatore[9]
- James Macpherson (1736–1796), poeta e presentatore dei Canti ossianici
- Candia McWilliam (n. 1955), romanziere

## M
- Lord Macaulay (1800-1859), saggista, storico e poeta (vedi sopra)
- Sir John Malcolm (1769–1833), storico
- Graham Masterton (n. 1946)
- Gavin Maxwell
- Peter May
- Mark Millar, autore di fumetti
- Hugh Miller(1802-1856), scrittore geologo
- Denise Mina (n. 1966), giallista - parte dei Tartan Noir
- Edwin Morgan (n. 1920), poeta
- Grant Morrison, autore di fumetti[10]
- Edwin Muir (1887–1959), romanziere e poeta
- Charles Murray (1864-1941), poeta

## N
- Tom Nairn (n. 1932), scrittore politico e saggista
- Carolina Nairne (nata Oliphant, 1766–1845), compositrice di canzoni
- Bill Napier (n. 1940), romanziere e divulgatore scientifico
- James Napier (1810–1884), antiquario, storico e chimico
- Mark Napier (1798–1879), storico
- Charles Neaves (1800–1876), poeta, critico e giurista
- Patrick Neill (1776–1851), naturalista e scrittore di viaggi
- William Neill (1922–2010), poeta (in scots, gaelico e inglese)
- Robin Neillands (1935–2006), scrittore di viaggi e militaria
- John Niven (n. 1972), scrittore e sceneggiatore

## O
- Robert Maxwell Ogilvie (1932 – 1981)studioso di letteratura latina e storia romana
- Andrew O'Hagan (n. 1968), romanziere e saggista
- Carolina Oliphant - Lady Nairne, compositrice e cantautrice del XVIII secolo
- Margaret Oliphant (1828–1897), romanziera e storica

## P
- Janet Paisley (n. 1948), scrittrice e drammaturga
- Aileen Paterson, scrittrice per l'infanzia
- Don Paterson (n. 1963), poeta
- William Paul, romanziere ed editore
- Ricardo Pinto (n. 1961), scrittore di fantasy
- Andrew Seth Pringle-Pattison (1856 – 1931), filosofo

## R
- Allan Ramsay (1686 – 1758), poeta
- Caro Ramsay, giallista - parte dei Tartan Noir
- Ian Rankin, creatore della serie del Detective Ispettore John Rebus - parte dei Tartan Noir
- P.J.G. Ransom (vivente), autore di storia delle ferrovie e dei canali artificiali
- Marilyn Reid (nata a Dundee 1954), drammaturga con lo pseudonimo Marilyn Cameron
- Thomas Reid (1710 – 1796) filosofo
- Michael Scott Rohan (n. 1951) scrittore di fantasy
- Dilys Rose (n. 1954) poetessa e romanziera
- Christopher Rush, scrittore e docente di letteratura

## S
- Alexander Scott (1520?–1582/1583), poeta
- Alexander Scott (1920–1989), poeta
- Andrew Murray Scott (n. 1955), romanziere e biografo[11]
- Manda Scott, giallista - parte dei Tartan Noir
- Michael Scott (1789–1835)
- Sir Walter Scott, I barone Scott (1771–1832), romanziere e poeta - per la sua fama è considerato lo scrittore nazionale scozzese[12]
- Charles Kenneth Scott Moncrieff (1889–1930), scrittore e traduttore scozzese morto a Roma
- William Sharp (1855–1905), poeta e biografo
- Nan Shepherd (1893–1981), romanziera e poetessa
- Sara Sheridan (n. 1968), romanziere
- Neal Sillars (n. 1968), romanziere[13]
- William Smellie (1740–1795), importante tipografo, editore, naturalista ed enciclopedista
- Samuel Smiles (1812–1904), scrittore, giornalista e politico
- Adam Smith (1723–1790), fondamentale economista politico, autore di La ricchezza delle nazioni
- Ali Smith (n. 1962), romanziera
- Iain Crichton Smith, prolifico letterato bilingue in inglese e gaelico scozzese
- Sydney Goodsir Smith (1915–1975), poeta e romanziere (in scots e inglese)
- Tobias Smollett (1721–1771), romanziere morto a Livorno
- William Soutar (1898–1943), poeta e diarista (in scots e inglese)
- Dama Muriel Spark DBE (1918 - 2006), scrittrice di origine ebraiche morta a Firenze (Gli anni fulgenti di Miss Brodie)[14]
- D. E. Stevenson (1892–1973)
- Robert Louis Stevenson (1850–1894), poeta, scrittore di viaggi e famoso romanziere (L'isola del tesoro, Jekyll e Hyde,  ecc.)
- Ena Lamont Stewart, drammaturgo
- Mary Stewart
- William Stewart, (c.1478-1548) spesso autore in lingua Scots
- Annie Shepherd Swan
- Chancery Stone (n. 1956), romanziere
- Zoë Strachan (n. 1975) romanziera, giornalista e docente universitaria

## T
- Robert Tannahill (1774–1810), poeta
- Alasdair e Hettie Tayler, storici
- Stephanie Taylor (n. 1975)
- Josephine Tey (1896–1952), giallista
- Eleanor Thom (n. 1979), scrittrice e biografa
- May Miles Thomas (n. 1959), sceneggiatrice e antesignana del cinema digitale[15]
- Derick Thomson (n. 1921), poeta ed editore, conosciuto anche col nome Ruaraidh MacThòmais
- James Thomson (1700-1748), poeta e drammaturgo
- James Thomson (B.V) (1834-1882), poeta
- Jeff Torrington (1935-2008), romanziere
- Thomas Toughill (vivente), saggista
- Nigel Tranter (1909–2000)[16]
- Alexander Trocchi (1925–1984), romanziere e attivista culturale
- Alexander Fraser Tytler (1747–1813), avvocato e scrittore
- Patrick Fraser Tytler (1791–1849), storico

## U, V, W, Y
- Sir Thomas Urquhart (1611–1660), scrittore e traduttore
- Simon Varwell (born 1978), umorista e diarista
- Patrick Vickery (n. 1959)
- Martin Walker (n. 1947), scrittore e giornalista
- Alan Warner (n. 1964)[17]
- William Watson (1931-2005)
- Molly Weir (1910–2004), attrice e biografa
- Tom Weir (1914–2006), naturalista e ducumentarista
- Irvine Welsh (n. 1961), romanziere (Trainspotting)[18]
- Louise Welsh, giallista - parte dei Tartan Noir
- Mortimer Wheeler, nome completo Robert Eric Mortimer Wheeler (1890 – 1976), archeologo
- Brian Whittingham (n. 1950), poeta e drammaturgo
- Jack Whyte (n. 1939), scrittore di fantasy
- John Wilson (psd. Christopher North), critico letterario e avvocato
- Andrew Young (1885–1971), poeta e presbitero della Chiesa di Inghilterra
- Douglas Young (1913–1973), poeta e traduttore